# MÁV ABbmot
Az ABbmot sorozat egy (1B) 2' tengelyelrendezésű dízel-mechanikus vontató motorkocsitípus volt a Magyar Államvasutaknál és a Győr–Sopron–Ebenfurti Vasútnál a gyors- és sebesvonati szolgálatra a nem villamosított fő- és nagyobb tengelyterhelésű mellékvonalakon. A motorkocsik, melyek a Hargita motorvonatok hajtási és erőátviteli rendszerével épültek, fontos szerepet játszottak a hazai vasúti fővonalak dízelesítésének korai szakaszában. A Ganz Vagon- és Gépgyár 18 db-ot épített a MÁV és 2 db-ot a GYSEV részére.

## Kifejlesztésének története
A Ganz-gyár az 1930-as években több alkalommal a szintén Ganz-gyártású két- és háromtengelyes motorkocsiknál korszerűbb, nagyobb teljesítményű és nagyobb befogadóképességű és nagyobb sebességű motoros szerelvények szállítását ajánlotta a MÁV-nak. Így például 1936-ban a GYSEV Ma 4–5 pályaszámú motorkocsijain alapuló 290–310 LE (213–230 kW) teljesítményű, egy gépes forgóvázas, többszörös távvezérlésre alkalmas négytengelyes motorkocsikat kínált, azonban javaslatot a MÁV ekkor elutasította. Végül a Ganz-gyár motorkocsijainak hazai és külföldi (pl. Argentína) sikerei alapján a MÁV 1942. végén 2 db, öttengelyes, 23 450 mm hosszúságú, 36 db termes elrendezésű 3. osztályú ülőhellyel, és két, egyenként hat 2. osztályú ülőhelyes fülkével, nagyméretű poggyásztérrel és vonatfűtő kazánnal ellátott, mechanikus erőátvitelű, Ganz-Jendrassik VI JaTf 170 típusú, hathengeres turbófeltöltős dízelmotorral szerelt motorkocsit rendelt a Ganz-gyártól. A motorkocsi tervei 1944-ben módosultak, melynek során a tervezett erőforrás pedig a 310 lóerős (228 kW) nyolchengeres szívó VIII JaT 170/240 típusra módosult.
Az 1940-es évek végén a terveket tovább módosították, majd az 1950-es évek elejére a motorkocsik számára könnyű (legalább két négytengelyes személykocsiból álló) gyorsvonatok továbbítását, így már 450 LE (331 kW) dízelmotor-teljesítményt írtak elő. Az ennek megfelelő, Ganz-Jendrassik XII Jv 170/240 típusú, 12 hengeres, V-hengerelrendezésű szívó dízelmotorokkal az 1943–1944 között Budapest–Sepsiszentgyörgy között közlekedő, átépített M 251.0 sorozatú Tatra-motorkocsik révén már volt tapasztalat. Ugyanezt az erőforrást építették be a MÁV második világháború alatt elkészült, de csak az 1950-es években üzembe helyezett Hargita-motorvonataiba is. A MÁV végül 1951-ben 20 db, két hatszemélyes "Párnás" fülkével és két, egyenként 16 ülőhelyes "Fapados" teremmel, poggyásztérrel, két WC-fülkével és egy vonatfűtő kazánnal ellátott, ötfokozatú mechanikus sebességváltóval szerelt, 100 km/h legnagyobb sebességű öttengelyes motorkocsit rendelt a Ganz Vagon- és Gépgyártól. A járműveknek a BCbmot 700–719 pályaszámokat szánták.
A motorkocsik szállítása a gyár egyéb kötelezettségei (így többek között ČSD és a DR részére gyártott Hargita-motorvonatok és a ČSD szintén Hargita-gépiberendezésű M 275.1 sorozatú öttengelyes motorkocsijainak szállítása, noha azokat későbbi időpontban történt rendelték) miatt csak 1956-ban kezdődött meg, így a motorkocsik megjelölése az új nemzetközi jelölésrendszernek megfelelően, az 1. és 2. osztályú ülőhelyekre tekintettel végül ABbmot lett, a pályaszámtartományuk pedig 601-től indult. Az 1956-ban elfogadott második ötéves terv irányelvei között kimondták, hogy "[ö]t év alatt 30 öttengelyes dieselmotorkocsit kell a vasút rendelkezésére bocsátani.".
 
Az első kilenc, "MÁV-zöld" színűre fényezett motorkocsit a MÁV 1956. szeptemberében ABbmot 601–609 pályaszámokon vette állagba. Az 1956-os forradalom eseményei miatt a tizedik, 610 pályaszámú motorkocsit csak 1957. januárjában adták át, míg a fennmaradó 10 db jármű – kissé módosított kivitelben (így például nagyobb alváz alatti tüzelőanyag-tartállyal látták el, valamint "szoknya" került a jármű két mellgerendája alá) – 1958-ban készült el. Ez utóbbiak közül felső szintű döntés nyomán két (a gyárban még a 616, valamint a 615 vagy 617 pályaszámot viselő) motorkocsi ABbmot 1–2 pályaszámokon az ekkor igen elavult járműállománnyal küszködő GYSEV-hez került, míg a többi nyolc jármű a MÁV-nál az ABbmot 611–618 pályaszámokon állt forgalomba. 

## A motorkocsik üzeme

### A kezdetek – expresszvonatok élén
A MÁV ABb motorkocsijainak első honállomásai Budapest-Keleti, Szombathely és Szentes voltak. A járművek a Budapestről Szegedre, Kiskunhalason át Bajára, Nagykanizsára, Szombathelyre, Pécsre és Hódmezővásárhelyen át Makóra közlekedő  gyors- és sebesvonatokat továbbítottak, de előfordultak a Budapest–Wien-expressz, valamint a Budapestről Miskolcra, illetve a Balaton déli és északi partján közlekedő expresszvonatok élén is, nehezebb vonatok esetén két-két motorkocsit szinkronban vezérelve a vonat elején. Ezek az ABb motorkocsik vontatta vonatok a mai Intercityk előfutárainak tekinthetők: tisztaságuk (füstmentes üzem), kényelmük és a korábbiaknál kedvezőbb menettartamuk (gőzmozdonyvontatásnál szokásos vízvételezés és tűzkezelés elmaradása) új szintet jelentett a fővonali személyszállításban. Bár kezdetben a motorkocsikat egyes szerelvényfordulókban a vonat két végére sorozva, ingavonatként is közlekedtették (például Békéscsaba és Dombóvár között), az alacsony vezérlési feszültség miatt a közbenső személykocsikon át a hátsó motorkocsira átvitt vezérőjel nem volt kellően erős, ezért az ABb motorkocsik ilyen alkalmazásától rövidesen eltekintettek.
Az ABb motorkocsik MÁV által engedélyezett vonatterheléseit az alábbi táblázat szemlélteti:
| Az ABb és Bb motorkocsik engedélyezett vonatterhelései | Az ABb és Bb motorkocsik engedélyezett vonatterhelései | Az ABb és Bb motorkocsik engedélyezett vonatterhelései | Az ABb és Bb motorkocsik engedélyezett vonatterhelései | Az ABb és Bb motorkocsik engedélyezett vonatterhelései | Az ABb és Bb motorkocsik engedélyezett vonatterhelései | Az ABb és Bb motorkocsik engedélyezett vonatterhelései |
|                                                        | … db Bam (Bf) sorozatú négytengelyes személykocsi      | … db Bam (Bf) sorozatú négytengelyes személykocsi      | … db Bam (Bf) sorozatú négytengelyes személykocsi      | … db Bam (Bf) sorozatú négytengelyes személykocsi      | … db Bam (Bf) sorozatú négytengelyes személykocsi      | … db Bam (Bf) sorozatú négytengelyes személykocsi      |
| Mértékadó emelkedő                                     | 60 km/h                                                | 70 km/h                                                | 80 km/h                                                | 90 km/h                                                | 100 km/h                                               |                                                        |
| ------------------------------------------------------ | ------------------------------------------------------ | ------------------------------------------------------ | ------------------------------------------------------ | ------------------------------------------------------ | ------------------------------------------------------ | ------------------------------------------------------ |
| 0– 3‰                                                  | 4 db                                                   | 3 db                                                   | 3 db                                                   | 3 db                                                   | 2 db                                                   |                                                        |
| 3– 5‰                                                  | 4 db                                                   | 3 db                                                   | 3 db                                                   | 3 db                                                   | 1 db                                                   |                                                        |
| 5– 7‰                                                  | 3 db                                                   | 3 db                                                   | 3 db                                                   | 2 db                                                   | 1 db                                                   |                                                        |
| 8–10‰                                                  | 3 db                                                   | 3 db                                                   | 3 db                                                   | 1 db                                                   | –                                                      |                                                        |
| 14–16‰                                                 | 3 db                                                   | 2 db                                                   | 2 db                                                   | 1 db                                                   | –                                                      |                                                        |
| 18–20‰                                                 | 2 db                                                   | 1 db                                                   | 1 db                                                   | –                                                      | –                                                      |                                                        |

Az üzemben egy motorkocsi rendszerint három, míg két, szinkronba kapcsolt motorkocsi öt-hat négytengelyes személykocsit továbbított. A GYSEV az ABb motorkocsijai Sopron és Győr között, valamint rövidesen a Sopron–Ebenfurt vonalon is közlekedtek. Az utóbbi vonalon több évtizeden át az ABb motorkocsik feladata volt egy osztrák kéttengelyes, Felsőpulya–Bécs viszonylatú közvetlen kocsi továbbítása. A motorkocsikat kezdetben – típusjelük és kivitelük ellenére – mindkét vasút tisztán 1. osztályú utasterűként jelölte, sőt a GYSEV számára még 1979-ben is ilyen feliratozással adta ki a nagyjavított és újrafényezett motorkocsikat a járműjavító.
Kezdetben adódtak problémák a Ganz Daru- és Kazángyár által gyártott fűtőkazánokkal, valamint az előtéttengelyekkel, ezeket azonban rövidesen orvosolták, így az ABb motorkocsik szinte kezdettől megbízhatóan üzemeltek.

### A Dunántúl forgalmában
Az öttengelyes motorkocsik vontatta gyors- és expresszvonatok ülőhelykapacitása hamarosan kevésnek bizonyult, így amikor a MÁV 1963-tól kezdődően korszerű dízel- és villamosmozdonyokat állított szolgálatba, azok fokozatosan felváltották az ABb motorkocsikat a Budapestről induló gyors- és expresszvonatok élén, így azok az átlós fővonalak személy- és sebesvonatainak továbbítását vették át, illetve egyes nagyobb terhelésű mellékvonalakon teljesítettek szolgálatot. Néhány jármű rövid ideig Békéscsabán is honos volt, azonban rövidesen az összes járművet a Dunántúlra állomásították. Az ABbmot 605 pályaszámú motorkocsi 1965-ben, a 604 pályaszámú 1966-ban, a 616 pályaszámú 1967-ben, a 603 pályaszámú 1968-ban, míg a 611 pályaszámú 1971-ben a GYSEV-hez került, ahol az átvételük sorrendjében az ABbmot 3–7 pályaszámokat kapták és a Sopron és Győr között közlekedő személy- és kisebb terhelésű gyorsvonatokat továbbították. Az átvett ABb motorkocsiknak köszönhetően a GYSEV kivonhatta a forgalomból az 1930-as években készült ABamot 4–5 és 6–7 pályaszámú motorkocsijait. A MÁV-nál maradt példányok az 1970-es évek elejére mind Szombathely és Tapolca Vontatási Főnökséghez tartoztak, és az általuk kiszolgált átlós vonalak személyszállító vonatain kívül Budapest–Székesfehérvár–Tapolca és Budapest–Székesfehérvár–Balatonszentgyörgy–Keszthely között gyorsvonatokat is továbbítottak.
A MÁV új, egységes színtervének bevezetése az 1970-es években az ABb motorkocsik megjelenését is módosította. Eleinte a "MÁV-zöld" alapszín megtartásával megjelentek a Helvetica betűtípussal kivitelezett járműfeliratok (beleértve a nagy méretű osztályjelzéseket) és az új "nemdohányzó"-piktogramok, majd a járművek alapszíne kékre változott, a homlokszélvédők alatt sárga figyelemfelhívó mezőkkel.

### Rendkívüli események
Az ABb motorkocsik pályafutását darabszámukhoz képest igen sok rendkívüli esemény kísérte, amelyek nagy arányban a járművek idő előtti selejtezéséhez vezettek. A járművekre végzetesnek bizonyuló eseményeket az alábbi táblázat tartalmazza:
| Pályaszám      | Rendkívüli esemény időpontja | Selejtezés időpontja | Rendkívüli esemény jellege |
| -------------- | ---------------------------- | -------------------- | -------------------------- |
| MÁV ABbmot 608 | 1968.                        | 1969.                | Baleset (Nagytétény-Diósd) |
| MÁV ABbmot 613 | 1968.                        | 1969.                | Baleset (Nagytétény-Diósd) |
| MÁV ABbmot 617 | 1971.                        | 1972.                | Tűzkár                     |
| GYSEV ABbmot 3 | 1971.                        | 1973.                | Tűzkár                     |
| MÁV ABbmot 607 | 1975.                        | 1976.                | Baleset                    |
| MÁV ABbmot 601 | 1978.                        | 1978.                | Tűzkár                     |
| GYSEV ABbmot 5 | 1979.                        | 1979.                | Baleset                    |
| MÁV ABbmot 614 | 1979.                        | 1980.                | Tűzkár                     |
| MÁV ABbmot 618 | 1983.                        | 1984.                | Baleset                    |
| GYSEV ABbmot 1 | 1985.                        | 1986.                | Tűzkár                     |

Ugyan a motorkocsik bizonyos körülmények között hajlamosak voltak kisiklani, ez jóval ritkábban fordult elő, mint a ČSD nagyon hasonló szerkezetű M 275.1 sorozatú motorkocsijai és a M 495.0–2 sorozatú motorvonatai esetében. A jelenlegi adatok alapján a fenti, végzetesnek bizonyuló balesetek egyikét sem a jármű forgóváz-szekrénykapcsolatának konstrukciója, hanem egyéb események (pl. ütközés útátjáróban közúti járművel) okozták.
A futásbiztonság azonban nem minden körülmények között volt tökéletes: a MÁV-nál a háromtengelyes gépes forgóvázak vezető forgóvázként (tehát motoros véggel előre), kisebb sugarú ívekben való közlekedésénél találtak nagyobb kisiklási hajlamot, nem csak a Rónai-támos ABb motorkocsik, de a más konstrukciójú forgóváz-szekrénykapcsolattal rendelkező Bb motorkocsik esetében is. Ezért 1976-ban mindkét típus esetében elrendelték, hogy gépes forgóvázzal előre – függetlenül attól, hogy a motorkocsi a vonat mely részére sorozva közlekedik – 600 méternél kisebb sugarú ívekben legfeljebb 60 km/h sebességgel közlekedhetnek.
 A fűtőházak törekedtek a fentieket figyelembe véve beosztani az öttengelyes motorkocsikat.

### Az utolsó évtized
A GYSEV az ABbmot 5 pótlására 1979-ben a MÁV-tól átvette a 602 pályaszámú motorkocsit és ABbmot 8 pályaszámmal üzemeltette. 
A MÁV állagában lévő ABb motorkocsikat 1980. novemberében a MÁV Soproni Vontatási Főnökségéhez állomásították, így karbantartásukat a GYSEV járműveivel azonos telephelyen végezhették. 
Miután a GYSEV 1979–1981 között 7 db M41 sorozatú mozdonyt állított forgalomba, ezért a MÁV-eredetű ABbmot motorkocsik közül előbb 8 pályaszámút adta vissza a MÁV-nak, majd az ABbmot 4, 6 és 7 pályaszámú motorkocsikat (és két fűtőkazánkocsit) a MÁV-val 4 db Bhv és 1 db Ap sorozatú személykocsira cserélte. A GYSEV tulajdonában csak az eredeti 1–2 pályaszámúak maradtak, azonban a MÁV-nak visszaadott példányok – melyek a korábbi MÁV-pályaszámaikat kapták vissza – továbbra is Sopronban maradtak. A MÁV-állagú ABb motorkocsik pályafutásuk végén a Sopron Déli pu.–Szombathely vasútvonal személyvonatait továbbították. A GYSEV által utoljára ABb motorkocsival teljesített járműfordulók a Sopron–Kapuvár között közlekedő személyvonatok voltak. A motorkocsik járműjavítói szintű javítása az évtized második felére a már nem beszerezhető alkatrészek miatt megszűnt és a motorkocsik egy részét javítatlanul félreállították.

Miután a GYSEV fővonalának 1987-es villamosítását követően a MÁV-nak járműcserével átadta az M41 sorozatú mozdonyait, az ABb motorkocsik az Államvasutaknál is nélkülözhetővé váltak. A MÁV az ABb motorkocsik utolsó példányait harminc éves szolgálatot követően – két jármű kivételével – 1987-ben (602, 603, 605, 606 és 609 pályaszámúak), illetve 1988-ban (611 és 612 pályaszámúak) selejtezte. A GYSEV az utolsó ABb motorkocsiját, a 2 pályaszámút 1993-ban törölte az állagából.
Két ABb motorkocsit terveztek megőrizni az utókornak, a MÁV ABbmot 604 és a 610 pályaszámút. Az ABbmot 610 1990-ben (sajnos nem eredeti formájában) felújítva került nosztalgiaüzembe. A 604 pályaszámú járművet eredeti formájában tervezték megőrizni, azonban felújítására nem került sor és végül elbontották.

## Műszaki jellemzők
Az ABb motorkocsik szerkezete a MÁV, a ČSD és a DR részére gyártott Hargita-motorvonatokéval, de főképp a ČSD szintén Hargita-gépiberendezésű M 275.1 sorozatú öttengelyes motorkocsikéval nagyrészt megegyezik, azoktól a hazai követelmények és vontatási feladat megkívánta mértékben tér el.

### A motorkocsi elrendezése
A motorkocsi alvázát és járműszekrényét egy háromtengelyes gépes forgóváz és egy kéttengelyes futóforgóváz hordozza. A gépes forgóváz háromtengelyes kivitelét a legnagyobb tengelyterhelés csökkentése indokolta, és (a segédüzemet kivéve) ezen helyezték el a teljes gépiberendezést. A forgóvázban elhelyezett tizenkét hengeres dízelmotor egy ötfokozatú mechanikus sebességváltón keresztül hajtja a gépes forgóváz két kerékpárját. A motor súlyát a forgóváz nem hajtott tengelye is viseli. A gépi berendezés mérete miatt forgócsapos kialakításra nem volt lehetőség. A motorkocsi mindkét végén vezetőállást alakítottak ki, melyek közül a hajtott forgóváz felőli végen lévő a géptérben volt, ennek megfelelően aránylag magas zajszinttel. (Ezért a járművezetők a géptérben lévő vezetőállást "hangos", a futóforgóváz felőlit "csendes" vagy "süket" névvel illették.)
A motorkocsiban két, egyenként 16 ülőhelyes 2. osztályú utastermet és két hatszemélyes 1. osztályú fülkét alakítottak ki. A géptér mellett egy 7,5 m2 alapterületű, 2,5 tonna terhelhetőségű poggyásztér található, ezt követi a két 16 ülőhelyes, másodosztályú utasterem, majd a másodosztály előtere, amelybe oldalanként egy-egy bejáróajtón lehet beszállni. Ebből az előtérből ajtó nyílik az egyik WC-be és a kocsi középvonalában, a két WC-fülke között elhelyezett átjáróajtó az 1. osztályú szakasz előterébe. Az 1. osztályú rész előterébe szintén oldalanként egy-egy külső utasbejáró ajtón lehet beszállni, valamint innen nyílik a másik WC ajtaja, valamint az 1. osztályú fülkékhez vezető folyosóajtó. Ebből a folyosóból 1-1 tolóajtón át lehet belépni a két, egyenként 6 ülőhelyes 1. osztályú fülkébe. A folyosó végén lévő ajtó a futóvégi vezetőállásba vezet. Az első osztályú fülkék és a futóforgóváz felőli vezetőállás között helyezték el a vontatott személykocsik fűtésére szolgáló olajtüzelésű vonatfűtő kazánt, melynek fülkéjébe a vezetőállásból lehet bejutni. A motorkocsi a két vezetőállás között a személyzet számára végig átjárható.
Az utasbejáró ajtók alatt háromfokú lépcsők találhatók. A lépcsők számára padlón szükséges kivágást az ajtók zárt állapotában az ajtó által mozgatott padlópótlék fedi.
A motortérből mindkét oldalra egy-egy kétszárnyú, a futóforgóvázvégi vezetőállásból egy egyszárnyú kifelé nyíló nyitó ajtó nyílik. A poggyásztérbe egy-egy egyszárnyú tolóajtón keresztül lehetett rakodni.
A vezetőállásokból a vontatott személykocsikba, illetve szinkronüzemben a másik motorkocsiba egyszárnyú befelé nyíló homlokajtón keresztül, MÁV-rendszerű, bordás lemezes, felcsapható átjáróhídon át, az ezek mindkét oldalán elhelyezett alacsony védfalak és ollós rácsok között lehetett átjárni.

### Alváz és járműszekrény
A motorkocsi alváza és szekrényváza acélból, villamos hegesztéssel készült, és ugyancsak villamos hegesztéssel rögzített acéllemezekkel burkolták. Az alváz, a szekrényváz és a szekrényburkolat egységes, együtthordó szerkezetet alkot. Az alvázszerelvényeket csavarozással, illetve villamos hegesztéssel rögzítették az alvázra. A dongaalakú tető héjazatát részben lemezből sajtolt, illetőleg idomvasból kialakított tetőívek, részben pedig könnyű szerkezetű, sajtolt, hegesztett hosszbordák merevítik. Az oldalburkolatok teljes hosszukban az alváz vízszintes alsó síkjáig érnek. A tetőburkolat az oldalburkolathoz a kocsi teljes hosszában ereszt alkotva csatlakozik.
A külső ajtók lemezből készültek, üreges szerkezettel, az utasbejáró ajtók befelé, a többi ajtó kifelé nyílik.

Az utasterek, a folyosók és az utasbejáró ajtók ablakai, továbbá a vezetőállások oldalablakai és a futóvégi vezetőállás-ajtó ablaka könnyűfémkeretes, leereszthető ablakok és az utóbbit kivéve mindegyiket Lampart-rendszerű  ablakkiegyensúlyozó szerkezettel szerelték fel. Az utastéri ablakok mozgatása karos működtetésű láncos emelőszerkezettel történik, míg a többi kézi fogantyúkkal emelhető/süllyeszthető.
A poggyásztéri tolóajtók ablakait belső, a vezetőállások homlokablakait külső védőráccsal látták el.

### Forgóvázak
Mind a háromtengelyes hajtott forgóváz, mind a kéttengelyes futóforgóváz keretének hossztartói hegesztett zárt szekrényes kivitelűek. Az egylépcsős rugózás csavarrugós, melyek a csapágyak aljára függesztett tartókra támaszkodnak. A hajtott forgóvázban a forgóvázkeret a csapágyösszekötő gerendákon álló nyolc duplex csavarrugón fekszik, a rugók támaszául szolgáló tartók a rugózott súlyokat úgy osztják el az egyes kerékpárok között, hogy a hajtott kerékpárok tengelynyomásának azonos nagysága biztosítva legyen. A kéttengelyű forgóvázban a duplex csavarrugók a csapágy két oldalán, az ágytok aljára felfüggesztett rövid himbán helyezkednek el. A csapágyak alján függő tartók és a forgóvázkeret közé súrlódásos lengéscsillapítókat szereltek. A hordműcsapágyazást mindkét forgóvázon csapágytokonként egy-egy darab önbeálló görgőscsapágy biztosítja. A forgóváz-járműszekrény kapcsolatot különleges kialakítású, ún. Ganz–Rónai-rendszerű csúszótámok (más néven: csúszópofák) alkotják. Egyrészt mivel a hajtott forgóvázban gépiberendezés jelentős helyet foglal el és a forgóváz forgáspontja a kocsiszekrény túlzott túlnyúlásának elkerülésére (mely a kocsihomlokok erőteljes szűkítését igényelné) a forgóváz hossz-középvonalának olyan elöl lévő pontjára adódik, ahol a motor helyezkedik el, ezért ott valóságos forgócsapot nem lehetett kialakítani. Másrészt a szekrény-alátámasztást a tengelyterhelés kiegyenlítése érdekében pedig ennél lényegesen hátrább fekvő keresztmetszetben volt szükséges elhelyezni. E két követelmény együttes teljesítését tették lehetővé a Ganz–Rónai-rendszerű csúszótámok, melyek egy elöl fekvő elméleti forgáspontot és egy ettől hátrább elhelyezhető szekrényalátámasztás kialakítását biztosították. A futóforgóvázaknál ugyanezt a megoldást választották a forgóváz terhelésátadás szempontjából kedvező elhelyezése és a túlzottan szűkített kocsihomlok elkerülése érdekében. Az ötletes megoldás az üzemeltetés során okozott problémákat, mivel a csúszótámok kenésének elmaradása a csúszótámok berágódásához, az pedig a jármű kisiklásához vezethetett.

### Utastér
Az utasterek padlója kemény rétegelt falemezből, felette "Igelit"-tel borított parafalemezből készült. Az utasterek szellőzését az ablakokon kívül Kuck-Kuck típusú tetőszellőzők biztosítják. A plüsshuzatú elsőosztályú ülések kényelme megfelelt az akkor legkorszerűbb 1. osztályú gyorsvonati kocsikénak, de a műbőr huzatú másodosztályú üléseket is abban az időben kifejezetten kényelmesnek számító párnázással, fej- és arctámmal, valamint kartámmal látták el. 
A motorkocsi utasterei a dízelmotor hűtővizével fűthetők.

### Dízelmotor
A motorkocsik hajtott forgóvázába a Ganz gyár XII Jv 170/240 típusú Ganz-Jendrassik-rendszerű előkamrás, feltöltés nélküli dízelmotorját építették. Az 1939-re kifejlesztett 12 hengeres, 170 mm furatú, V hengerelrendezésű motor hengerszögét a gyújtás szempontjából legkedvezőbb 45, 60 vagy 90° helyett csak 40°-ra választották annak érdekében, hogy a motortípus az argentin keskenynyomtávú motorvonatokba is beépíthető legyen. A tulajdonképpen két db VI JaT 170/240 típusú dízelmotor egybeépítésével létrejött erőforrás névleges teljesítménye 450 LE (331 kW) volt, 1150 min−1 fordulatszám mellett. A Jv-motorok forgattyútengelye egy részes, melyen a JaT-motorokénál erősebb és hosszabb csapokat alkalmaztak. A mellékhajtórudas ("golyvás") elrendezésű (a mellékhajtórudak a másik hengersorhoz tartozó főhajtórudak oldalsó szemeibe vannak bekötve) Jv-motorok főhajtórúdjainak lökethossza 240 mm, mellékhajtórúdjainak 246,5 mm. A forgattyúház két részből áll, a felső részből, mely a motor fő hordozó része és az alsó olajteknőből. A felső részen helyezték el a hengerpárokat és minden hengerpárt külön öntöttvas hengerfej zár le. A hengerfejben találhatók az előkamrák és a szelepvezetékek. A könnyűfém dugattyúkon három kompressziógyűrű és két olajlehúzó gyűrű található. Az ötvözött acél forgattyústengelyt a forgattyúház felső részébe hét helyen ágyazták. A forgattyústengely első részén a hidraulikus lengéscsillapító, hátsó végén a lendítőkerék és ugyanitt található a közlőkerékrendszert hajtó kétrészes fogaskerék. A jobb és bal oldali hengersor szelepeit a forgattyúház jobb és bal oldalán elhelyezett, külön hosszirányban eltolható vezértengely működteti. A vezértengelyt a közlőkerekekkel a forgattyústengely hajtja. A szívóbütykök három részre (üzemi, indító és dekompresszor) tagozódnak. A vezértengely a bütyköket görgős szelepemelőkkel és a szelepmozgató rudakkal, szelephimba közvetítésével mozgatja. A befecskendezőszivattyú Ganz–Jendrassik-rendszerű  A fordulatszámot mechanikus regulátor szabályozza. A kenőolajrendszer nedves olajteknős. A dízelmotor indítását két, 13,2 kW teljesítményű indítómotor egyike végzi. A dízelmotor fajlagos tüzelőanyag-fogyasztása 175 g/LEh + 10%.

### Erőátvitel
Akárcsak a dízelmotort, a fő erőátviteli gépelemeket és a tengelyhajtást is a hajtott forgóvázba építették be. A dízelmotor a kétcsuklós, Hardy-tárcsás hosszú előkardánon át, egy homlok-fogaskerékpár közvetítésével hajtja a forgóváz végén elhelyezett száraz lemezes, súrlódótárcsás főtengelykapcsolót, mely a szintén Hardy-tárcsás rövid előkardánon keresztül hajtja az irányváltóval egybeépített ötfokozatú sebességváltót. A dízelmotor forgattyústengelyének és a hosszú előkardán középvonala a forgóváz és a jármű középvonalával párhuzamosan, de azoktól (jármű hajtott forgóvázzal előre menetiránya szerint) kismértékben jobbra helyezkedik el. A sebességváltóban az egyes sebességfokozatok kapcsolását soklemezes tengelykapcsolók végzik, melyeket elektropneumatikus szelepekkel vezérelt léghengerek működtetnek. A léghengereket a sebességváltó alsó részén helyezték el, mely elrendezés a karbantartást megnehezítette. A fogaskerekek állandóan kapcsolódnak és a tengelykapcsolókkal rögzíthetők a tengelyeikhez. Minden egyes sebességfokozat kapcsolásához két léghengert kell sűrített levegővel megtölteni. Az irányváltó sűrített levegővel működő, homlokfogaskerekes rendszerű, állásai: előre, semleges és hátra. A sebességváltóból a hajtás egy-egy Hardy-tárcsás főkardántengelyen és kúpkerekes tengelyhajtóművön jut a gépes forgóváz második és harmadik tengelyére. A főkapcsoló külső végéről kapják a meghajtást a kardáncsuklós fősegédkardán-tengelyen és az ahhoz kapcsolódó Hardy-tárcsás fősegédkardánon és az elosztó hajtóművön és egy-egy Hardy-tárcsás kardántengelyeken keresztül a motorkocsi alvázán két segédkereten elhelyezett segédüzemi berendezések. A két segédkeret egyikében az elosztóhajtás, a légsűrítő és a világítási dinamó, a másikban a dízelmotor hűtővíz-radiátorai és az azt kiszolgáló hűtőventillátorok kerültek elhelyezésre.

### Fékberendezés
A sűrített levegőt a segédüzemi elosztó hajtóműről meghajtott Ganz Mk 135 típusú, kétfokozatú, léghűtésű, egy sorban elhelyezett két kisnyomású és egy nagynyomású hengerből álló, 1500 liter/perc szállítóképességű légsűrítő termeli. A kormányszelep HiK-P1 típusú, a vezetőasztalok jobb oldalán elhelyezett önműködő fékezőszelep Knorr hatállású, a nem önműködő fékezőszelep Knorr 22 E típusú. Mindkét forgóvázon külön fékhenger található. A gépes forgóváz hajtott kerékpárjai, valamint a futóforgóváz minden kerékpárja egyaránt két oldalról fékezett, míg a hajtott forgóváz futókerékpárja fékezetlen. A futóforgóváz fékrudazatát önműködő rudazatállítóval látták el. Mindkét vezetőállásban kézifékorsót helyeztek el, amellyel csak a hozzá közelebb eső forgóváz fékjét lehet működtetni.

### Villamos berendezés
A villamos energiát a segédüzemi elosztó hajtóműről meghajtott, 24 V egyenfeszültséget termelő világítási dinamó termeli. A feszültségszabályozó Ganz  rendszerű. Az alvázra függesztett ládákban elhelyezett lúgos akkumulátorok kapacitása 800 Ah. Az utas- és előtereket 26 V névleges feszültségű izzók világítják meg. A motorkocsik homlokára az akkori jelzési utasításnak megfelelően a szélvédők alá irányonként két fényszórót szereltek. A GYSEV osztrák vonalain is közlekedő motorkocsijaira az üzembe helyezés után rövidesen, míg a MÁV és a GYSEV többi járműve esetén az 1970-es években szereltek harmadik fényszórót a homlokátjáró fölé. Ezeket az utólag felszerelt fényszórókat (egy jármű kivételével) nem burkolták egybe a jármű tetőhomlokával.

### Vezérlés
A jármű sebességét és vonóerejét a vezetőasztalon elhelyezett hatfokozatú töltésállító fogantyú és a mellette található menetszabályozó (sebességváltó) fogantyú kezelésével lehetett szabályozni. A vezetési hibák kiküszöbölése érdekében az egyes sebességfokozatokat ütemszabályozó kapcsolta. A töltésszabályozás elektropneumatikus vezérlés pneumatikusan működtetett. A motorkocsikat elektropneumatikus távvezérléssel látták el, mellyel két motorkocsit lehetett szinkronban vezérelni. A távvezérlés során a távvezérelt motorkocsi töltés- és menetszabályozását, fékezését, valamint dízelmotorjának indítását és leállítását lehetett elvégezni. A vezérlés 24 V egyenfeszültséggel történt, amely nem tette lehetővé a vonat két végére sorolt motorkocsi üzembiztos vezérlését, ezért néhány kezdeti kivételtől eltekintve az ABb motorkocsik kettesével szinkronba kapcsolva mindig a vonat elejére, egymás mögé besorozva közlekedtek.

### Vonatfűtési kazán
A vontatott kocsik fűtését egy, a Ganz Daru- és Kazángyár által gyártott, 200 kg/h (három db négytengelyes személykocsi fűtésére elegendő) teljesítményű, függőleges elrendezésű, vízcsöves, 6,5 m2 fűtőfelületű, automatikus szabályozású, félig önműködő, olajtüzelésű kazán látja el, mely 3–5 bar túlnyomású telített gőzt termel. Melegebb időben a motorkocsi melegvízfűtését a motor hűtővize is elláthatja, míg nagy hidegben a dízelmotor hűtővíze a gőzkazán gőzével bojleren keresztül melegíthető.